# I Get Money
"I Get Money" is de derde single van 'Curtis', het derde studioalbum van Amerikaanse rapper 50 Cent, en de eerste single na het uitstellen van het album van september en het opnieuw beginnen van een single serie, na het falen van "Straight To The Bank" en "Amusement Park". De track haalde de 20e positie in de VS in de week dat ook Curtis de hitlijsten binnenkwam.

## Achtergrond
"I Get Money" was eerst bedoeld als promotionele single dat niet op het album zelf kwam, maar werd na positieve reacties alsnog aan de tracklist toegevoegd. De track werd positief ontvangen vanwege de sterke lyrics, zeker in vergelijking met de net geflopte "Amusement Park". De website PopMatters beschreef "I Get Money" als 'de perfecte beschrijving van het luxe leven', wijzend op de volgende regels:
"I write the check before the baby comes
Who the fuck cares?
I'm stanky rich
I'm a die tryin' to spend this shit"
50 verwijst ook naar de opkoping van Glacéau vitamine water door Coca-Cola, waar hij dankzij zijn aandeel in Glacéau 410 miljoen euro voor heeft gekregen, en na alle belasting 100 miljoen aan heeft overgehouden.
"I take quarter water, sold it in bottles for two bucks
Coca-Cola came and bought it for billions, what the fuck?!"

## Charts
| Chart                               | Hoogste positie |
| ----------------------------------- | --------------- |
| Canadese Single Top 50              | 63              |
| United World Chart                  | 33              |
| VS Billboard Hot 100                | 20              |
| VS Hot R&B/Hip-Hop Singles & Tracks | 10              |
| VS Hot Rap Tracks                   | 4               |
| Zwitserse Single Top 100            | 88              |

| "I Get Money" in de Billboard Hot 100 | "I Get Money" in de Billboard Hot 100 | "I Get Money" in de Billboard Hot 100 | "I Get Money" in de Billboard Hot 100 | "I Get Money" in de Billboard Hot 100 | "I Get Money" in de Billboard Hot 100 | "I Get Money" in de Billboard Hot 100 | "I Get Money" in de Billboard Hot 100 | "I Get Money" in de Billboard Hot 100 | "I Get Money" in de Billboard Hot 100 | "I Get Money" in de Billboard Hot 100 | "I Get Money" in de Billboard Hot 100 | "I Get Money" in de Billboard Hot 100 | "I Get Money" in de Billboard Hot 100 | "I Get Money" in de Billboard Hot 100 |
| Week                                  | 1                                     | 2                                     | 3                                     | 4                                     | 5                                     | 6                                     | 7                                     | 8                                     | 9                                     | 10                                    | 11                                    | 12                                    | 13                                    | 14                                    |
| ------------------------------------- | ------------------------------------- | ------------------------------------- | ------------------------------------- | ------------------------------------- | ------------------------------------- | ------------------------------------- | ------------------------------------- | ------------------------------------- | ------------------------------------- | ------------------------------------- | ------------------------------------- | ------------------------------------- | ------------------------------------- | ------------------------------------- |
| Nummer                                | 85                                    | 54                                    | 45                                    | 20                                    | 25                                    | 33                                    | 42                                    | 53                                    | 69                                    | 71                                    | 93                                    | 99                                    | 98                                    | 97                                    |